# Pablo Quatrocchi
Pablo Javier Quatrocchi (Quilmes, 19 de enero de 1974) es un exfutbolista argentino y actual entrenador que se desempeñaba como defensor. Actualmente está sin club.

## Trayectoria

### Como jugador
Comenzó su carrera como futbolista en Quilmes en 1994. En 1996 pasó a Estudiantes de La Plata.En 2003 se marchó a Europa para jugar en el VfL Wolfsburgo, donde casi no jugó y apenas marcó un gol, debido a su lesión en la rodilla.
Llegó a Veracruz, México como refuerzo para el equipo de Veracruz, en el Apertura 2004.Después de tener un buen papel en el club mexicano, regresó a jugar en Argentina con San Lorenzo de Almagro en el año 2006, donde apareció en 14 ocasiones y marcó dos goles.
En diciembre de 2006 dejó el club argentino y fue anunciado como nuevo refuerzo de los Rayos del Necaxa, equipo con el cual debutaría en el InterLiga 2007 convirtiéndose en apenas tres años en un símbolo del equipo.Con Necaxa disputó la Copa Libertadores 2007. Fue campeón de la Liga de Ascenso del fútbol mexicano. Quattrocchi se retiró con un partido homenaje de despedida el 22 de diciembre de 2011 contra el América que finalizó en empate.

### Como entrenador
Luego de retirarse, fue designado entrenador juvenil de Quilmes. Posteriormente fue nombrado director deportivo del club y también se desempeñó como coordinador de los juveniles. En junio de 2014 se anunció que se haría cargo del primer equipo.A finales de año, dejó el equipo por decisión de la directiva cervecera.
En diciembre de 2015, fue anunciado como nuevo entrenador de Douglas Haig.Sin embargo, el 22 de mayo de 2016 fue cesado de su cargo por malos resultados.
El 28 de julio de 2017, se convirtió en el nuevo coordinador de inferiores de Estudiantes de la Platay tras la asunción de Leandro Benítez como técnico del primer equipo, se hizo cargo de la reserva, ejerciendo así ambos roles.En febrero de 2019, fue designado interinamente hasta que el club nombró a Gabriel Milito unas semanas más tarde.Un año después, dirigió nuevamente al plantel superior durante la última parte de la Copa Diego Maradona.Luego de reemplazar a Ricardo Zielinski en los últimos encuentros del 2022,el quilmeño anunció que dejaría al club platense luego de que finalizara la temporada 2023.
En enero de 2024, fue confirmado como entrenador de la reserva de Defensa y Justicia.El 15 de mayo de ese mismo año, fue designado interinamente al frente del primer equipo luego de la renuncia de Julio Vaccari.Unos días más tarde, fue reemplazado por Francisco Meneghini.
El 12 de marzo de 2025, asumió al frente de Alvarado. Sin embargo, el 1 de junio, fue relevado de sus funciones después de una serie de malos resultados.

## Clubes

### Como jugador
| Club             | País      | Año       |
| ---------------- | --------- | --------- |
| Quilmes          | Argentina | 1994-1996 |
| Estudiantes (LP) | Argentina | 1996-2002 |
| VfL Wolfsburgo   | Alemania  | 2003-2004 |
| Veracruz         | México    | 2004-2006 |
| San Lorenzo      | Argentina | 2006      |
| Necaxa           | México    | 2007-2011 |

### Como mánager
| Club    | País      | Año       |
| ------- | --------- | --------- |
| Quilmes | Argentina | 2011-2014 |

### Como entrenador
Actualizado al último partido dirigido el 1 de junio de 2025.
| Club                          | País      | Año                       | PJ | PG | PE | PP | GF | GC | DG  | EF%    |
| ----------------------------- | --------- | ------------------------- | -- | -- | -- | -- | -- | -- | --- | ------ |
| Quilmes                       | Argentina | 2014                      | 19 | 2  | 6  | 11 | 17 | 34 | -17 | 21.05% |
| Douglas Haig                  | Argentina | 2015-2016                 | 17 | 5  | 3  | 9  | 17 | 16 | +1  | 35.29% |
| Estudiantes (LP) (interino)   | Argentina | 2019-2021                 | 5  | 2  | 0  | 3  | 5  | 6  | -1  | 40%    |
| Estudiantes (LP) (interino)   | Argentina | 2022                      | 5  | 2  | 0  | 3  | 6  | 13 | -7  | 40%    |
| Estudiantes (LP) (interino)   | Argentina | Total en Estudiantes (LP) | 10 | 4  | 0  | 6  | 11 | 19 | -8  | 40%    |
| Defensa y Justicia (interino) | Argentina | 2024                      | 1  | 0  | 1  | 0  | 1  | 1  | 0   | 33.33% |
| Alvarado                      | Argentina | 2025                      | 11 | 2  | 4  | 5  | 9  | 16 | -7  | 30.3%  |
| Total                         | Total     | Total                     | 58 | 13 | 14 | 31 | 55 | 86 | -31 | 30.46% |

## Palmarés

### Como jugador

#### Campeonatos nacionales
| Título          | Club   | País   | Año    |
| --------------- | ------ | ------ | ------ |
| Liga de Ascenso | Necaxa | México | A-2009 |
| Liga de Ascenso | Necaxa | México | B-2010 |